# Хубер, Катарина
Катарина Хубер (нем. Katharina Huber; род. 3 октября 1995, Леобен, Штирия) — австрийская горнолыжница, чемпионка Олимпийских игр в смешанном командном турнире (2022).

## Биография и спортивная карьера
Хубер родом из Санкт-Георген-ам-Рейт в Нижней Австрии. С пятнадцатилетнего возраста принимала участие в гонках FIS. Впервые выступила на этапе Кубка Европы в январе 2013 года. В это же время стала чемпионкой Австрии в гигантском слаломе среди юниоров. В декабре 2014 года Катарина впервые завоевала очки в Кубке Европы, а месяц спустя выиграла свою первую гонку FIS.
28 ноября 2015 года в Аспене Хубер дебютировала на этапах Кубка мира. Там она неожиданно поднялась на 18-е место в слаломе и сразу же набрала очки в общий зачёт Кубка мира. Днем позже стал 17-й. В 2016 году выиграла бронзовую медаль в слаломе на чемпионате мира среди юниоров в Сочи.
Хубер постепенно смогла закрепиться в австрийской сборной и регулярно стала принимать участие в этапах Кубка мира, набирая очки преимущественно в слаломе. Выступила на чемпионате мира 2019 года в Оре, где заняла седьмое место в слаломном спуске.
На Олимпийских играх 2022 года в командных соревнованиях завоевала золотую олимпийскую медаль в составе сборной Австрии.
В феврале 2023 года на чемпионате мира в Мерибеле стала одиннадцатой в слаломе.

## Выступления на крупнейших соревнованиях

### Зимние Олимпийские игры
| Олимпийские игры | Скоростной спуск | Супергигант | Гигантский слалом | Слалом | Комбинация | Команды |
| ---------------- | ---------------- | ----------- | ----------------- | ------ | ---------- | ------- |
| 2022 Пекин       | —                | —           | —                 | 12     | 5          | 1       |

### Чемпионаты мира
| Чемпионат мира         | Скоростной спуск | Супергигант | Гигантский слалом | Слалом | Комбинация | Команды | Паралл. гигантский слалом |
| ---------------------- | ---------------- | ----------- | ----------------- | ------ | ---------- | ------- | ------------------------- |
| 2019 Оре               | —                | —           | —                 | 7      | —          | —       | н/д                       |
| 2021 Кортина-д’Ампеццо | —                | —           | —                 | DNF1   | 13         | —       | —                         |
| 2023 Мерибель          | —                | —           | —                 | 11     | —          | —       | —                         |
| 2025 Зальбах           | —                | —           | —                 | 14     | 6          | —       | —                         |